# 地下横断歩道

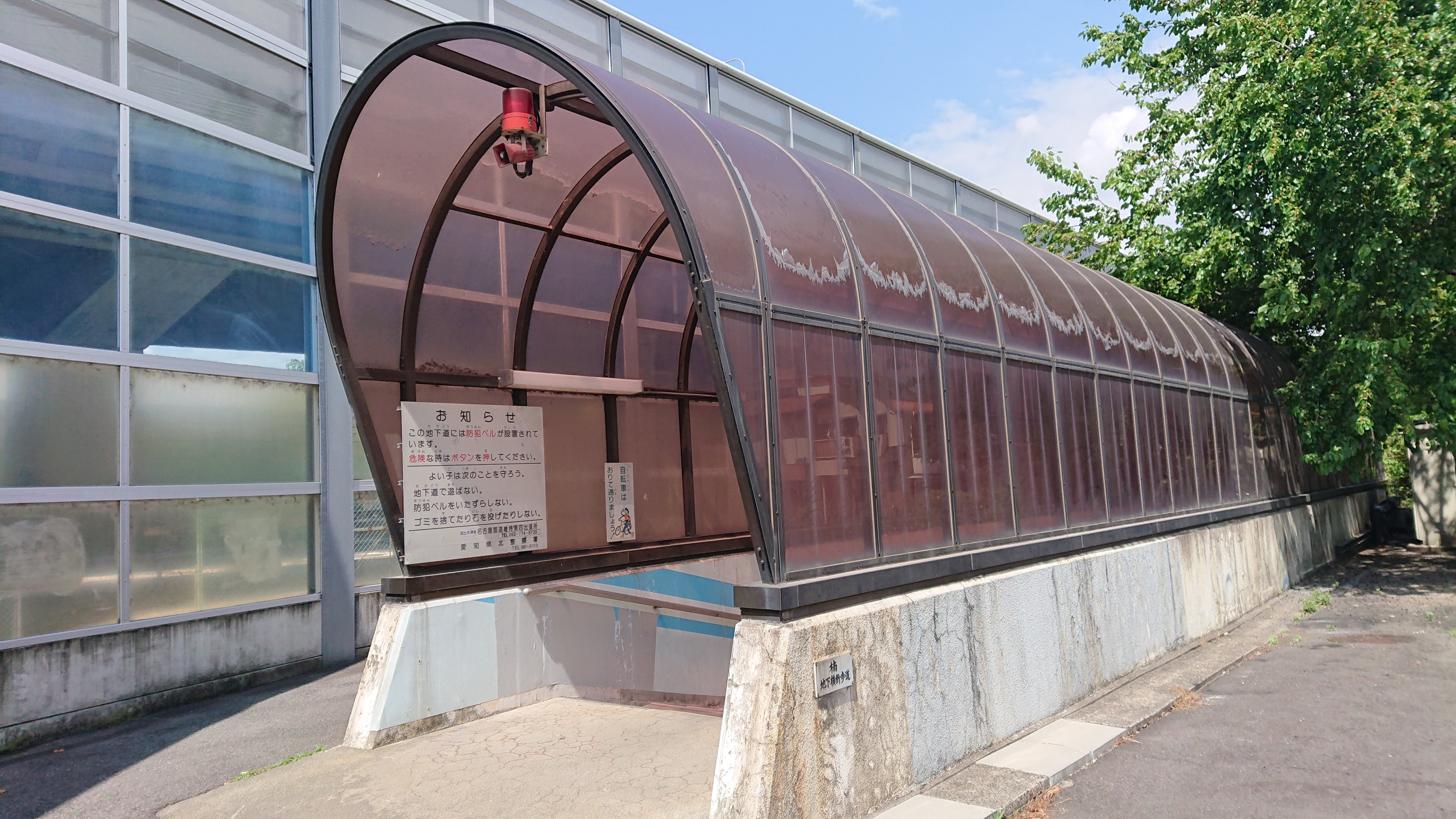
楠地下横断歩道

地下横断歩道（ちかおうだんほどう、英語: underground pedestrian passage）とは、地下道の内で、主に車道や線路を横断するための歩道。

## 概要
立体横断施設のひとつで、車道や線路の上にかかる横断歩道橋と同様の役割を果たす。施工費、維持管理費は高くなり、安全や防犯にも配慮しなければならないが、高さ・スペースなどの問題から歩道橋では実現できない時、景観を維持するためなどに採用されることが多い。建築限界（道路の場合は高さ4.7 m、架空電車線方式の電気鉄道の場合は高さ6.0 m）の高さを越さなければならない横断歩道橋に比べ、地下横断歩道の場合は歩道の建築限界（高さ2.5 m）の高さで潜れば済み、土被り（どかぶり。構造物の天井から地表面までの厚さ）を考慮しなければならない場合もあるが、それでも歩行者の昇降高さをかなり抑えられ、その分横断のための負担が少なく、快適な往来が実現出来る。
斜路をそなえて、自転車の通行も可としている場合も多い。大都市では、地下街や地下鉄のコンコースがその役割も兼ねている。なお、名称をつける場合は、単に「地下道」とすることがある。また、海底トンネルの地下歩道部分をこのように呼ぶこともある。

## 建造例
- 北34条地下歩道（北海道札幌市北区）

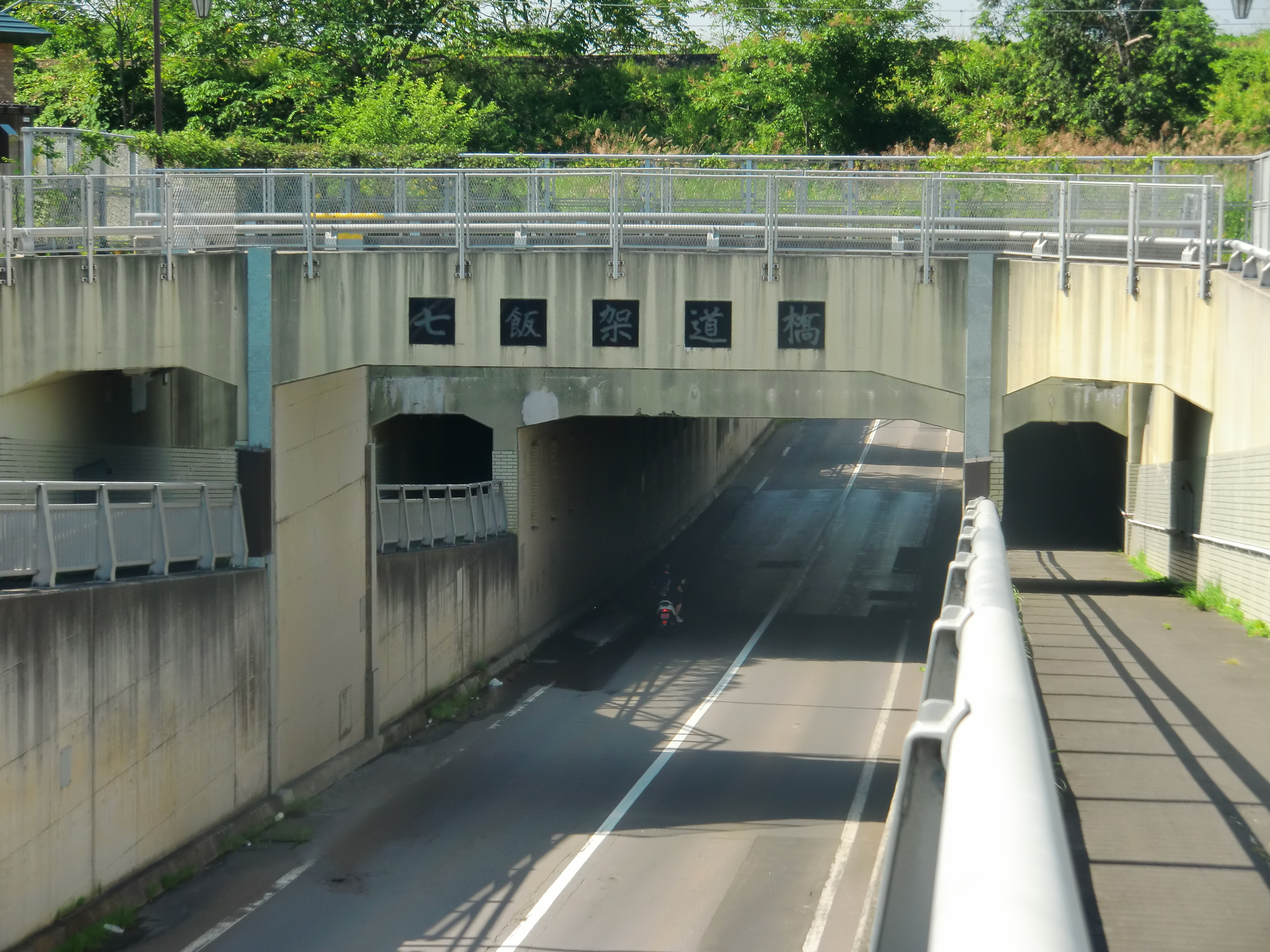
アンダーパスに併設された例

- 二条市場-狸小路間地下通路（北海道札幌市中央区） - 創成川公園建設により、現存せず。
- 幣舞橋地下連絡通路（北海道釧路市） - ロータリー地下部分（富士見坂 - 幣舞橋 間）、及び幣舞橋両歩道間を連結。
- 公園通り地下歩道・競馬場通り地下歩道（北海道江別市） - 国道12号・王子製紙（現・王子エフテックス）江別工場専用線（廃線）を横断。
- 上野中央通り地下歩道（東京都上野）
- 富士見町地下道（埼玉県春日部市） - 「水族館」をイメージして様々な魚や海の動物が、エンターテイメント性を伴って壁面などに描かれている。1995年の彩の国さいたま景観奨励賞を受賞[4]。